# Ладига, Казис
Казис Ладига (лит. Kazys Ladiga; 25 декабря 1893, дер. Ишконис, Российская империя — 19 декабря 1941, Чкаловская область, СССР) — литовский военачальник, генерал-лейтенант.

## Биография
Учился в Биржайской начальной школе и окончил Вильнюсскую Павловскую гимназию. Состоял в организации «Белый крест». 1 декабря 1914 года окончил Виленское военное училище. В 1914 году был призван в Русскую императорскую армию, после чего участвовал в Первой мировой войне. В 1917 году был произведен в капитаны. 1 января 1918 года был направлен командиром дивизии в Военную академию, но после расформирования армии вернулся в Литву.
С декабря 1918 года командир батальона в 1-м пехотном полку, также временно занимал должность командира 1-й бригады. 4-6 апреля 1919 г. руководил Даугайской операцией против войск Красной Армии, 18 мая провел Куркяйскую операцию. В мае-сентябре 1919 года — командующий Укмергской группой. 2 июня 1919 года литовские войска под его командованием заняли Утену. 24 августа 1919 года руководил наступлением против Красной Армии. 25 августа 1919 года занял Зарасай. В октябре-ноябре 1919 года был назначен командующим фронтом с Западной Добровольческой армией. 22 ноября его войска разбили бермондтцев в бою при Радвилишкисе.
В 1920 году возглавил поход литовской армии на Вильнюс, в августе-сентябре 1920 года был первым заместителем министра национальной обороны и одновременно командующим армией. После поражения литовской армии от польских войск под Августовом и Сейнами ушел в отставку с поста командующего армией, а с 1920 по 1921 год был командиром 4-й дивизии.
В 1923 году окончил Чехословацкую академию Генерального штаба в Праге. В 1923—1925 гг. был командиром 3-й дивизии литовской армии. В период с 1925 по 1926 гг. занимал пост начальника Генерального штаба Литовской армии. Один из организаторов государственного переворота 17 декабря 1926 года, член Верховной Тройки. Однако после переворота был понижен в должности из-за тесных связей с Христианско-демократической партией Литвы, и в конце 1926 года был назначен начальником Второго военного округа, а в начале 1927 года - начальником Третьего военного округа. В конце 1927 года был освобожден от службы и поселился с семьей в имении Гулбиняй. В отставке издавал публикации «Mūsų žinynas» и «XX amžius». В 1937-1939 гг. работал в Военном музее.
Когда СССР оккупировал Литву, он был арестован в августе 1940 года, заключен в тюрьму в Паневежисе, а после нападения Германии на СССР переведен в тюрьму Соль-Илецка. 29 октрября приговорен к смертной казни. Расстрелян 19 декабря 1941 года.